# Toccoa
Toccoa è una città degli Stati Uniti d'America, situata nello Stato della Georgia e in particolare nella contea di Stephens, della quale è il capoluogo.